# Ben Cijon Dinur
Ben Cijon Dinur (hebrejsky: בן ציון דינור, rodným jménem Ben Cijon Dinaburg; 2. ledna 1884 – 8. července 1973) byl sionistický aktivista, emeritní profesor Hebrejské univerzity v Jeruzalémě, historik, rabín a izraelský politik. V první polovině 50. let byl v pořadí čtvrtým izraelským ministrem školství.

## Biografie
Dinaburg se narodil ve městě Chorol v carském Rusku (dnešní Ukrajina) a vzdělání získal v litevských ješivách. Studoval v Telšské ješivě pod vedením Šimona Škopa jako student se začal zajímat o židovské osvícenecké hnutí haskala, a to prostřednictvím polemik roš ješivy, rabína Eliezera Gordona. V roce 1898 se přesunul do ješivy Slabodka a o dva roky později odcestoval do Vilniusu, kde byl ustanoven rabínem. Poté odešel do Ljubaviče, aby byl svědkem chabad-lubavičské větve chasidismu. V letech 1902 až 1922 se angažoval v sionistickém aktivismu a pedagogické činnosti, což vedlo v jeho krátké uvěznění carskými úřady. V roce 1910 se oženil s Bilhou Feingoldovou, kolegyní učitelkou z dívčí obchodní školy v Poltavě. V roce 1911 na dva roky odešel od své ženy a syna kvůli studiím na Berlínské univerzitě, kde studoval pod Semenem Ivanovičem Rostovzevem a Eugenem Taublerem. Další dva roky studoval na univerzitě v Bernu, kde pod vedením Rostovzeva sepsal svou dizertační práci o Židech v zemi izraelské za dob Římské říše. Vypuknutí první světové války jej donutilo odejít na Petrohradskou univerzitu. Kvůli bolševické Říjnové revoluci v roce 1917 však nakonec nezískal doktorský titul. V letech 1920 až 1921 pak přednášel na univerzitě v Oděse.
V roce 1921 podnikl aliju do britské mandátní Palestiny v letech 1923 až 1948 působil jako učitel a později ředitel na učitelském semináři v Jeruzalémě. V roce 1936 se stal odborným asistentem přednášejícím moderní židovské dějiny na Hebrejské univerzitě v Jeruzalémě. V roce 1948 se na téže univerzitě stal profesorem a v roce 1952 pak emeritním profesorem. Jako historik popsal sionismus v diaspoře jako „širokou řeku, do níž se vlévají všechny malé potoky a potůčky židovského boje v průběhu dějin,“ a datoval jeho počátky do roku 1700, kdy, podle historických zdrojů odešla první vlna polských Židů do Jeruzaléma. Věřil, že „mesiášský neklid“ hrál v židovských dějinách klíčovou roli a zavedl myšlenku meret ha-galut (doslova „vzpoura/revolta diaspory“).
Poslancem izraelského parlamentu byl zvolen v prvních volbách v roce 1949 na kandidátní listině strany Mapaj a v průběhu třetí až šesté vlády (tedy v letech 1952 až 1955) působil jako izraelský ministr školství. Během svého působení v této funkci byl zodpovědný za přijetí zákona o státním vzdělání, který ukončil panující stranickou tendenčnost vzdělávacího systému. V letech 1953 až 1969 byl ředitelem muzea holocaustu Jad Vašem.
Zemřel v roce 1973.

## Ocenění
- Dinur je dvojnásobným držitelem Izraelské ceny, jež vznikla z jeho iniciativy[4] v době, kdy stál v čele ministerstva školství. Uděleny mu byly v následujících kategoriích:
  - v roce 1958 za židovská studia[6]
  - v roce 1973 za školství[1][7]
- V roce 1967 mu bylo rovněž uděleno ocenění Jakir Jerušalajim (Úctyhodný občan Jeruzaléma).[8]

## Dílo
Všechna uvedená díla byla vydána v hebrejštině. Uvedeny jsou jejich anglické názvy.
- Lovers of Zion (1932–1934)
- Our Rabbi Moshe Ben Maimon: His Life, Writings, Activities and Views (1935)
- Simon Dubnow: for his 75th Birthday (1936)
- Israel in its Land: From the First Days of Israel until the Babylonian Exile: Sources and Documents (1938)
- Path Makers: Prominent Figures in the Sad History of the Return to Zion and the Renewal of Israel (1946)
- The Changing of the Generations: Researches and Studies in the History of Israel from Early Modern Times (1955)
- In Memory of Ahad Ha'Am (1957)
- Values and Methods: Problems of Education (1958)
- A Vanished World: Memories of a Way of Life” (Biography) (1958)
- Remember: Issues of the Holocaust and its Lessons (1958)
- Israel in Exile 2nd Edition (expanded) five volumes (1958)
- Days of War and Revolution: Memories of a Way of Life (1961)
- My Generation: Characteristics and Traits of Scholars and Educators, Public Personalities and Gate Keepers (1964)
- Benjamin Zeev Herzl: the Man, his Path and Personality, his Vision and Activities (1968)
- The Struggle of the Generations of Israel for its Land: from the Destruction of Betar until the Renewal of Israel (1975)
- Generations of the Bible: Research and Studies to Understand the Bible and the History of Israel in that Period (1977)
- Generations and Impressions: Researches and Studies in Israeli Historiography, its Problems and its History (1978)